# Tour France
Tour France ist ein Hochhaus im Pariser Vorort Puteaux in der Bürostadt La Défense. Bei seiner Fertigstellung 1973 war der 126 m hohe Wohnturm das höchste Wohngebäude im Großraum Paris. Ein Jahr später wurde der 8 Meter höhere Wohnturm Tour Défense 2000, ebenfalls in Puteaux gelegen, fertiggestellt. Seitdem rangiert er auf Platz 2 der höchsten Wohngebäude im Großraum Paris. Entworfen wurde das Hochhaus vom Architekten Jean de Mailly, der mit den Bürotürmen Tour Ariane und Tour Initiale zwei weitere Türme im Geschäftsviertel La Défense entwarf.
Der Wohnturm ist mit der Métrostation Esplanade de la Défense und dem Bahnhof La Défense an den öffentlichen Nahverkehr im Großraum Paris angebunden.

## Galerie

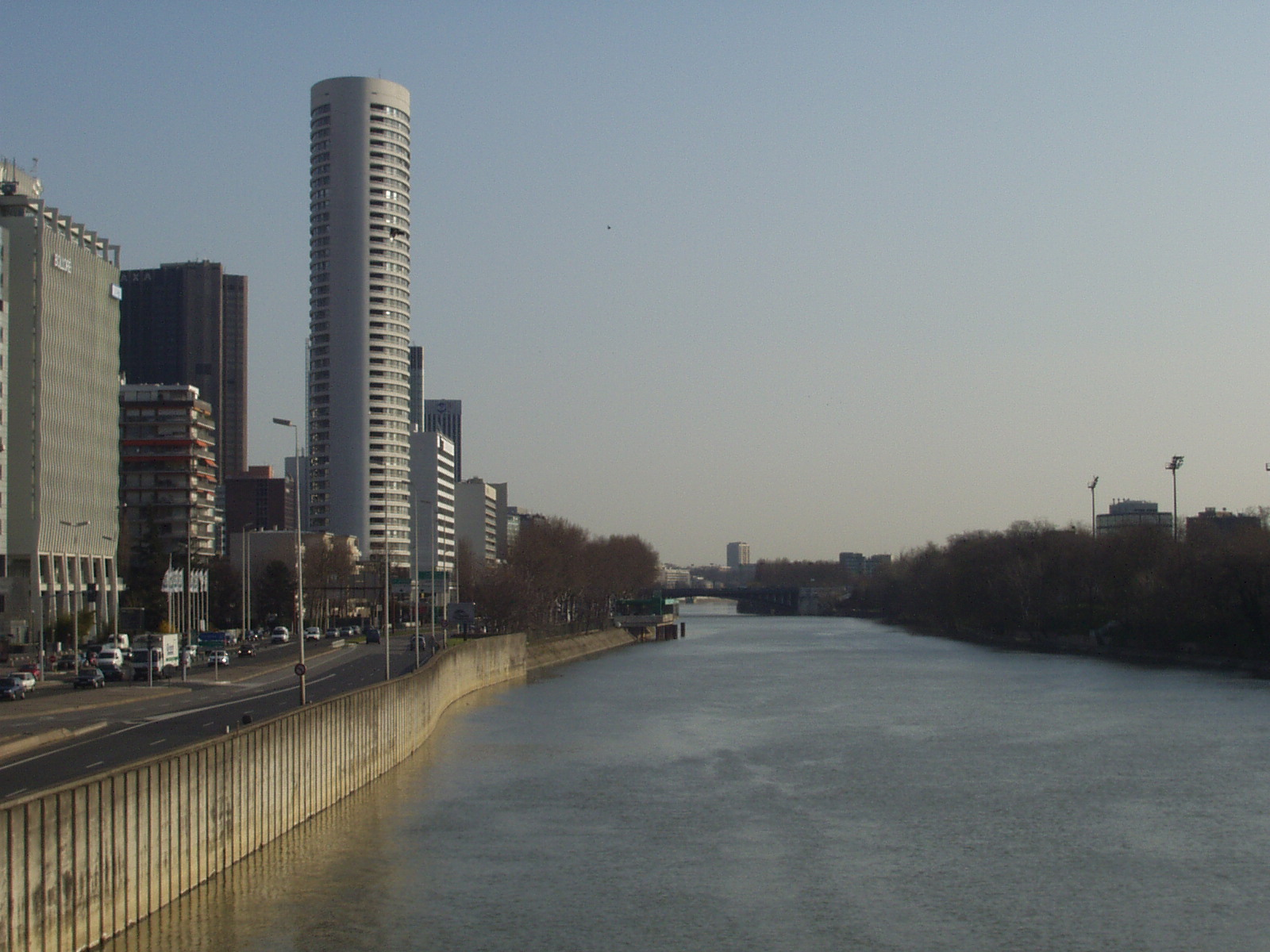
Tour France